# 青森県道169号立崎洞内線
青森県道169号立崎洞内線（あおもりけんどう169ごう たちざきほらないせん）は、青森県十和田市を通る一般県道である。

## 概要
十和田市立崎字立崎で青森県道165号上野十和田線から分岐し、十和田市洞内字長根で国道4号に合流する。

### 路線データ
- 起点：十和田市大字立崎[1]
- 終点：十和田市大字洞内[1]

## 歴史
- 1961年（昭和36年）2月10日 - 県道に認定される[1]。

## 地理

### 交差する道路
- 青森県道165号上野十和田線（十和田市大字立崎、起点）
- 国道4号（十和田市大字洞内、終点）

### 沿線の施設など
- 十和田市立大深内中学校
- 十和田市立洞内小学校